# Бахтійор Ашурматов
Бахтійор Азамович Ашурматов (узб. Baxtiyor Aʼzamovich Ashurmatov; нар. 25 березня 1976, Коканд, Ферганська область, Узбецька РСР, СРСР) — узбецький футболіст, захисник, після завершення кар'єри ― тренер.

## Біографія

### Кар'єра гравця
У 1994―1997 роках Ашурматов грав за клуб МХСК у вищій лізі Узбекистану.
У 1997 перейшов у «Пахтакор», за який виступав до 2002 року, лише 2000 рік відігравши в клубі «Дустлік» з Ташкентської області.
У 2003 році з чемпіонату Узбекистану потрапляє в Прем'єр-лігу Росії. У цьому році він зіграв 6 матчів за «Спартак-Аланію» і 5 матчів за «Торпедо-Металург».
У 2004―2005 знову грав у вищій лізі Узбекистану за ташкентський «Пахтакор».
20 липня 2005 року спортивний директор самарців запросив гравця на перегляд в «Крила Рад», а вже 31 липня Бахтійор вийшов на заміну в своєму першому і єдиному матчі за нову команду. Це була гостьова гра з «Том'ю», в якій Ашурматов вийшов на 77 хвилині і незабаром отримав розрив зв'язок, вибувши на три місяці. Заліковував травму в Німеччині. Пройшовши міжсезонні збори, Ашурматов у квітні 2006 року провів 4 гри за дубль, так і не зігравши більше за основний склад.
З 2007 року знову грав в Узбекистані в складі «Курувчі». За «Курувчі» він відіграв 3 сезони і перейшов у «Хорезм».
У сезоні 2011/12 грав за ташкентський «Локомотив», де й закінчив кар'єру гравця.

### Кар'єра тренера
У 2012 році став тренером ФК «Гулістан» з першої ліги Узбекистану. За підсумками сезону 2012 вивів клуб у вищу лігу.
Після закінчення сезону 2013 повернувся до тренерського штабу ФК «Буньодкор», де грав у 2007―2009 роках. На початку січня 2014 року був призначений головним тренером ФК «Навбахор».
18 лютого 2015 року був призначений головним тренером олімпійської збірної Узбекистану. Працював у команді до кінця 2015 року.
У січні 2017 року був призначений начальником селекційної служби клубу «Бухара». У січні того ж року увійшов до тренерського штабу, а згодом став технічним директором клубу.
З 4 червня 2018 року призначений новим головним тренером АГМК. 28 жовтня 2018 року АГМК вперше в історії виграв Кубок Узбекистану з футболу. 22 грудня того ж року пішов з посади.
26 грудня призначений головним тренером «Бухари». 14 травня 2019 року залишив команду.
З 27 червня по 29 липня 2019 року очолював «Сурхан».
З 9 грудня 2019 року працював головним тренером клубу «Коканд 1912».
З жовтня 2022 по квітень 2023 року тренував «Турон».

## Досягнення

### Як гравця
МХСК
- Віце-чемпіон Узбекистану: 1995

«Пахтакор»
- Чемпіон Узбекистану (3): 1998, 2002, 2004
- Переможець Кубка Узбекистану (3): 2001, 2002, 2004

«Дустлік»
- Чемпіон Узбекистану: 2000
- Переможець Кубка Узбекистану: 2000

«Буньодкор»
- Чемпіон Узбекистану (3): 2007, 2008, 2009
- Переможець Кубка Узбекистану: 2008
- Півфіналіст Ліги чемпіонів АФК: 2008

### Як тренера
«Гулістан»
- Переможець першої ліги Узбекистану: 2012

АГМК
- Володар Кубка Узбекистану: 2018